# گریگوری پرومنت
گریگوری پرومنت (انگلیسی: Grégory Proment؛ زادهٔ ۱۰ دسامبر ۱۹۷۸) بازیکن فوتبال اهل فرانسه است.
از باشگاه‌هایی که در آن بازی کرده‌است می‌توان به باشگاه فوتبال متس، باشگاه فوتبال کان، و باشگاه فوتبال آنتالیااسپور اشاره کرد.
وی همچنین در تیم ملی فوتبال زیر ۱۸ سال فرانسه بازی کرده‌است.